# فرنسيس إكس. شيلينغ
فرنسيس إكس. شيلينغ هو فلاح وشخصية أعمال وسياسي أمريكي، ولد في 26 أبريل 1868، وتوفي في 29 مارس 1949 بسبب حادث مرور. انتخب عضو جمعية ولاية ويسكونسن ‏.